# Teodor Schlomka
Teodor Johannes Hermann Schlomka, auch Theodor (* 25. März 1901 in Krockow, Landkreis Putzig, Westpreußen; † 1985) war ein deutscher Physiker und Hochschullehrer.

## Leben
Schlomka war von 1923 bis 1928 Assistent am Mathematischen Seminar der Universität Halle und wurde dort 1925 zum Dr. rer. nat promoviert. Seine Dissertation vom 11. Februar 1925 trug den Titel Untersuchungen über die elektrische Selbstaufladung von Luftfahrzeugmotoren (Halle/Saale 1925).
Von 1931 bis 1935 war Schlomka Privatdozent für Geophysik an der Ernst-Moritz-Arndt-Universität Greifswald. Dort habilitierte er sich im Jahr 1933. Seine Habilitationsschrift hatte das Thema Gravitation und Erdmagnetismus.
Anschließend war Schlomka ab 1935 Professor für Theoretische Physik an der Technischen Hochschule Hannover. Außergewöhnlich war bei dieser Berufung, dass auf einen Lehrstuhl für theoretische Physik ein Geophysiker gesetzt wurde. Diese Personalentscheidung war in der Hochschule daher auch sehr umstritten. Verständlich wird sie nur, wenn man sie auf dem Hintergrund der Bekämpfung der wissenschaftlichen Physik im Nationalsozialismus sieht. Mit der Berufung Schlomkas, die explizit politisch begründet wurde, wurde die Nazifizierung der drei physikalischen Lehrstühle der Hochschule abgeschlossen. Er hatte sich schon 1925/26 in einer Auseinandersetzung mit Carl Ramsauer erste Meriten im Kampf gegen die wissenschaftliche Physik verdient und schien als aktives Mitglied der NSDAP (Mitgliedsnummer 2.147.328) geeignet, die Physik an der hannoverschen Hochschule in nationalsozialistisch „korrekte“ Bahnen zu lenken. 1939 erhielt er eine Vertretungsprofessur an der Reichsuniversität Prag im von den Deutschen besetzten Prag. 1940 wurde er dort Direktor des Geophysikalischen Instituts.
Nach dem Zweiten Weltkrieg lebte er von 1945 bis 1951 wieder in Hannover und finanzierte seinen Lebensunterhalt unter anderem durch Mathematik- und Physik-Unterricht bei Kriegsteilnehmer-Abiturienten-Sonderlehrgängen. Im Jahr 1955 wurde er als Professor mit Lehrstuhl für Physik an die Hochschule für Architektur und Bauwesen in Weimar berufen. 1956 wurde er Mitglied der Physikalischen Gesellschaft der DDR. 1966 wurde er emeritiert.